# Herb Rzgowa
Herb Rzgowa – jeden z symboli miasta Rzgów i gminy Rzgów w postaci herbu.

## Wygląd i symbolika
Herb przedstawia w polu błękitnym Św. Stanisława Biskupa w szacie srebrnej z prawą ręką w geście błogosławieństwa, z pastorałem złotym i takimż nimbem.
Św. Stanisław Biskup jest patronem miejscowej parafii.

## Historia
Wizerunek herbowy znany jest z wcześniejszych przedstawień. Wraz z przywróceniem praw miejskich, herb stał się herbem gminy i miasta. Oficjalnie został zatwierdzony w maju 2001 roku. Projekt opracował Instytut Heraldyczno-Weksylologiczny Alfreda Znamierowskiego.